# Philipp Wörishöffer
Johann Andreas Philipp Ferdinand (von) Wörishöffer (ofte skrevet Wørishøffer) (3. januar 1804 i Lübeck – 12. december 1892 i København) var en dansk officer, far til Theodor Wørishøffer.

## Uddannelse
Hans forældre var frikorporal, senere karakteriseret kaptajn Johann Philipp Wörishöffer (1776-1812) og Anna Jochimine født Fischer (1780-1853). Faderen var først løjtnant i det Slesvigske Infanteriregiment, som 1811 gik i westfalsk tjeneste, og han faldt den 7. september 1812 faldt ved Borodino. Faderen var fra Kurhessen og tog sønnen med på en rejse dertil i 1810, men Wörishöffer ønskede efter faderens død at blive dansk officer og tog 1819 tjeneste som underofficer ved det Holstenske Infanteriregiment. Først i 1824 kom han ind på Landkadetakademiet og afgik her fra som sekondløjtnant ved 1. jyske Infanteriregiment året efter. Han blev derefter premierløjtnant 1834, kaptajn 1841, men stilledes året efter à la suite, da han fik kongelig udnævnelse som lærer i tysk ved Landkadetakademiet (ved hvilket han havde været ansat fra 1831) og blev lærer i samme fag ved Den kongelige militære Højskole.

## Under Treårskrigen
Han blev gift 3. september 1831 i Rendsborg med Margaretha Charlotte Christiane Kobrock (13. marts 1807 i Rendsborg - 13. marts 1884 i København), datter af købmand Klaus Kobrock (1761-1831) og Anna Dorothea Sarnau (1772-1846).
I 1847 blev Wörishöffer kompagnichef ved 5. infanteribataljon og vendte således tilbage til den praktiske tjeneste. Hans bataljon kom i 1848 til flankekorpset, og Wörishöffer udmærkede sig straks ved Bov under angrebet på Kruse Mølle. Kort efter fik han befaling til med sit kompagni at besætte Egernførde, og han udviste herfra megen foretagsomhed, indtil fjenden afskar hans forbindelse med hovedhæren. Han indskibede derfor sit detachement 24. april på Hekla, som landsatte det ved Brunsnæs, så at han den 25. kunne forene sig med sit korps. 28. april oprettedes 3. brigade under oberst Olaf Rye, og Wörishöffer ansattes da som stabschef hos denne; han deltog som sådan med megen bravur i fægtningerne ved Nybøl og Dybbøl. Sent på efteråret oprettedes 6. brigade under oberst Christian de Meza; Wörishöffer ansattes da som stabschef hos denne, og alle forsøg fra Ryes side på at få sin trofaste hjælper tilbage mislykkedes. Han deltog således ved begyndelsen af felttoget 1849 i kampene 3.-5. april, og ved denne lejlighed gik en kugle gennem hans kappe og rev hovedet af hans hest, uden at han selv derved kom til skade. I begyndelsen af juli overførtes 6. brigade, der skulle deltage i udfaldet fra Fredericia, til Fyn, og Wörishöffer var da tilstede ved det bekendte møde i Vejlby Præstegård, hvor overgeneral Frederik Bülow drøftede planens nærmere enkeltheder. På given anledning fremsatte Wörishöffer forslaget om, at udfaldet frem for at begynde klokken 5 om eftermiddagen som fastsat, skulle foretages klokken 1 nat, hvilket vedtoges, og 6. brigade dannede derefter avantgarden under slaget, i hvilket Wörishöffer udviste megen dygtighed, så at han ansattes som souschef ved flankekorpset på Als og erholdt majors karakter og anciennitet. I november fik han befalingen over 7. linjebataljon, hvormed han deltog i slaget ved Isted (ved C.A. Schepelerns brigade), men overtog kort efter på general de Mezas udtrykkelige ønske stabschefsposten hos denne (2. division). Under krigen blev Wörishöffer Ridder af Dannebrogordenen (1848) og Dannebrogsmand (1851).

## Under den 2. Slesvigske Krig
Efter felthærens opløsning blev Wörishöffer kommandør for 6. reservebataljon samt kommandant i landskabet Ejdersted, der var erklæret i belejringstilstand, men ansattes allerede samme efterår med oberstløjtnants rang som kommandør for holstenske forbundskontingents 2. bataljon, der i 1852 blev optaget i den danske hær som 16. bataljon og forlagdes til København. Han beholdt denne kommando efter at være blevet oberst i 1860, men udnævntes ved mobiliseringen 1863 til chef for 3. infanteribrigade, skønt general de Meza, der var udset til overgeneral, gerne ville have haft ham til stabschef. Sin brigade førte Wörishöffer med anerkendt dygtighed, navnlig under Dybbøls belejring. Her viste han sig, som så ofte før, som den kække Soldat, den erfarne, omsigtsfulde fører, der selv under de vanskeligste Situationer kunne skaffe sig lydighed. Under slaget den 18. april viste Wörishöffer, hvis brigade havde besat Dybbølstillingens venstre fløj, en udmærket holdning, hvorfor han, der i marts havde fået Kommandørkorset, i juli blev generalmajor og kort efter erholdt befalingen over 3. division efter general P.F. Steinmann, hvilken stilling han dog måtte fratræde ved krigens ophør.

## Senere karriere
I 1865 udnævntes han til fungerende kommandant i København, blev året efter tillige chef for Københavns Borgervæbning og 1867 chef for Fynske Brigade i Nyborg. Også her forstod han ved sin fasthed, sin elskværdige personlighed og sin gæstfrihed at vinde alles velvilje, ligesom han også som chef for lejrdivisionen ved Hald i 1872 var meget påskønnet. I 1874 fik Wörishöffer Storkorset af Dannebrog, og kort efter erholdt han på grund af alder sin afsked fra krigstjenesten med generalløjtnants karakter. Han henlevede sine sidste dage i København, hvor han døde 12. december 1892. 
Han er begravet på Garnisons Kirkegård. Wørishøffersgade i Nyborg er opkaldt efter ham.

## Gengivelser
- Litografi 1853. Afbildet på litografi af generaler til hest. Litografi af Carl Simonsen 1856
- Xylografier 1867 og 1874
- Afbildet på maleri af F.C. Lund forestillende danske tropper i Flensborg 1848 (Det Nationalhistoriske Museum på Frederiksborg Slot)
- Portrætmaleri af Frants Henningsen 1893 (Det Nationalhistoriske Museum på Frederiksborg Slot), efter dette xylografi af H.P. Hansen 1893
- Buste af Elna Borch
- Portrætmaleri af Johannes Ottesen
- Afbildet på Knud Gamborgs og på Ottesens fremstillinger af krigsrådet i Vejlby 4. juli 1849
- Fotografier, bl.a. af Emil Hohlenberg 1890 (Det Kongelige Bibliotek)